# Shopping Park Kållered
Shopping Park Kållered är ett köpcentrum i Kållered, Mölndal, beläget väster om E6/E20.

## Historia
Varuhuset var från början tänkt som ett kluster för ljud- och bildaffärer och hette Ljud & Bild-huset. Vid invigningen i september 1986 fanns nio butiker, där de flesta hade inriktning hemelektronik. 1997 genomfördes en stor om- och tillbyggnad och antalet butiker ökade till 16 stycken. Dessutom ändrades namnet till K-Center. Nästa stora ombyggnad genomfördes 2000 då antalet butiker ökade till 24  och namnet ändrades till K-gallerian.

## Ikano Retail Centresny ägare 2014
Efter att Ikano Retail Centres 2014 köpt fem fastigheter på 39 000 kvm som alla ligger precis bredvid Ikea-varuhuset från TIAA Henderson Real Estate, inleddes ett detaljplanearbete som ska bana väg för ett nytt Ikea-varuhus och ett helt nytt shoppingcenter i området. Detta innebär att Ikea kommer att byggas ut till där Coop Forum ligger idag. Då flyttar Coop Forum till Elgigantens gamla lokaler i Kållered, detta kommer ske 13 oktober 2016. Coop Forum passar då på att byta till sitt nya butikskoncept, Stora Coop. Shopping Park Kållered hade 2014 23 butiker med bland annat Coop, Systembolaget, Lindex och KappAhl som ankarhyresgäster.